# Athanas gracilis
Athanas gracilis is een garnalensoort uit de familie van de Alpheidae. De wetenschappelijke naam van de soort is voor het eerst geldig gepubliceerd in 1935 door Boone.